# Адамс, Дуглас Квентин
Ду́глас Кве́нтин А́дамс (англ. Douglas Quentin Adams) — американский индоевропеист и профессор английского языка в Университете Айдахо (1972—2010). Учился в Чикагском университете и получил степень PhD в 1972 году. Является специалистом по тохарским языкам и автором статьи по этому вопросу в Encyclopædia Britannica. Редактор по лингвистике журнала Journal of Indo-European Studies, основанном антропологом Роджером Пирсоном.
В соавторстве с археологом и индоевропеистом Дж. П. Мэллори из Ирландской королевской академии написал две фундаментальные работы по праиндоевропейскому языку и праиндоевропейской культуре.
В Университете Айдахо Адамс преподает курсы по лингвистике, грамматике и семантике для программы «Английский как второй язык».

## Научные труды
- Adams, Douglas; Adam, Douglas Q. Essential modern Greek grammar (англ.). — New York: Dover Publications, 1987. — ISBN 0-486-25133-0.
- Adams, Douglas. Tocharian historical phonology and morphology (англ.). — New Haven, Conn: American Oriental Society, 1988. — ISBN 0-940490-71-4.
- Mallory, J. P.; Adams, D. Q. (1997), Encyclopedia of Indo-European culture (англ.), London and Chicago: Fitzroy-Dearborn, ISBN 1884964982
- Hamp, Eric P.; Adams, Douglas. Festschrift for Eric P. Hamp (англ.). — Washington, D.C: Institute for the Study of Man, 1997. — ISBN 0-941694-57-7.
- Adams, Douglas. A dictionary of Tocharian B (англ.). — Amsterdam: Rodopi, 1999. — ISBN 90-420-0435-5.
- Mallory, J. P.; Adams, D. Q. (2006), The Oxford Introduction to Proto-Indo-European and the Proto-Indo-European World (англ.), USA: Oxford University Press, ISBN 9780199287918